# ETB 3
ETB 3 és el tercer canal de televisió d'Euskal Telebista (ETB), la televisió pública del País Basc, el qual és portat per l'empresa de producció i difusió de continguts audiovisuale EITB Media S.A.U. i l'ens públic Euskal Irrati Telebista. El canal va néixer el 10 d'octubre de 2008 coincidint amb el vint-cinquè aniversari de Radio Euskadi. Emet una programació íntegra en euskera i és exclusiu de la Televisió Digital Terrestre.
L'oferta del canal és infantil i juvenil, oferint múltiples sèries d'animació i de ficció juvenil procedents majoritàriament del programa Betizu. A més, emet espais de caràcter cultural, tant espais divulgatius com documentals i programes de producció pròpia. La cadena pretén fidelitzar el públic jove a la televisió pública del País Basc, amb una oferta similar a altres canals de la mateixa temàtica, com el SX3 de Catalunya.
ETB 3 s'emmarca dins de l'oferta exclusiva per a la Televisió Digital Terrestre de la televisió pública basca, i ocupa la plaça que abans omplia Canal Vasco al Mux d'Euskal Telebista. A diferència d'ETB 1 i ETB 2, ETB 3 només emet en TDT i, excepte en el paquet de televisió que Euskaltel inclou de sèrie juntament amb la línia de telèfon, no pot trobar-se en el senyal analògic.

## Audiències
| Any  | Gener | Febrer | Març | Abril | Maig | Juny | Juliol | Agost | Setembre | Octubre | Novembre | Desembre | Mitjana anual |
| ---- | ----- | ------ | ---- | ----- | ---- | ---- | ------ | ----- | -------- | ------- | -------- | -------- | ------------- |
| 2009 | -     | 0,3%   | 0,4% | 0,4%  | 0,3% | 0,2% | 0,2%   | 0,3%  | 0,3%     | 0,2%    | 0,2%     | 0,2%     | 0,3%          |
| 2010 | 0,3%  | 0,3%   | 0,3% | 0,5%  | 0,6% | 0,7% | 1,0%   | 0,7%  | 0,7%     | 0,5%    | 0,5%     | 0,7%     | 0,6%          |
| 2011 | 0,6%  | 0,5%   | 0,6% | 0,6%  | 0,7% | 0,7% | 0,7%   | 0,8%  | 0,8%     | 0,9%    | 0,7%     | 0,7%     | 0,7%          |
| 2012 | 0,8%  | 0,8%   | 0,9% | 0,8%  | 0,8% | 1,1% | 1,0%   | 0,9%  | 1,1%     | 0,8%    | 0,6%     | 0,7%     | 0,9%          |
| 2013 | 0,8%  | 0,8%   | 0,8% | 0,8%  | 0,7% | 0,8% | 1,1%   | 1,1%  | 1,0%     | 0,8%    | 0,9%     | 0,9%     | 0,9%          |
| 2014 | 0,8%  | 0,8%   | 0,9% | 1,0%  | 0,9% | 1,0% | 1,1%   | 1,0%  | 0,8%     | 0,7%    | 0,9%     | 0,8%     | 0,9%          |
| 2015 | 0,6%  | 0,6%   | 0,5% | 0,6%  | 0,5% | 0,7% | 0,6%   | 0,6%  | 0,6%     | 0,5%    | 0,6%     | 0,6%     | 0,6%          |
| 2016 | 0,6%  | 0,5%   | 0,5% | 0,6%  | 0,5% | 0,7% | 0,6%   | 0,6%  | 0,7%     | 0,5%    | 0,5%     | 0,5%     | 0,6%          |
| 2017 | 0,4%  | 0,5%   | 0,4% | 0,5%  | 0,4% | 0,6% | 0,8%   | 0,5%  | 0,5%     | 0,4%    | 0,5%     | 0,4%     | 0,3%          |
| 2018 | 0,4%  | 0,4%   | 0,3% | 0,3%  | 0,3% | 0,4% | 0,3%   | 0,3%  | 0,3%     | 0,3%    | 0,3%     | 0,4%     | 0,5%          |
| 2019 | 0,3%  | 0,3%   | 0,3% | 0,3%  | 0,3% | 0,3% | 0,3%   | 0,2%  | 0,3%     | 0,3%    | 0,3%     | 0,3%     | 0,3%          |
| 2020 | 0,3%  | 0,2%   | 0,4% | 0,3%  | 0,3% | 0,3% | 0,3%   | 0,4%  | 0,4%     | 0,3%    | 0,3%     | 0,3%     | 0,3%          |
| 2021 | 0,2%  | 0,2%   | 0,2% | 0,2%  | 0,2% | 0,2% | 0,2%   | 0,3%  | 0,3%     | 0,2%    | 0,2%     | 0,2%     | 0,2%          |
| 2022 | 0,2%  | 0,1%   | 0,1% | 0,1%  | 0,1% | 0,2% | 0,2%   | 0,2%  | 0,3%     | 0,2%    | 0,2%     | 0,3%     | 0,2%          |
| 2023 | 0,2%  | 0,2%   | 0,2% | 0,2%  | 0,2% | 0,2% | 0,2%   | 0,1%  | 0,1%     | 0,1%    | 0,1%     | 0,1%     | 0,2%          |
| 2024 | 0,1%  | 0,1%   | 0,1% | 0,1%  |      |      |        |       |          |         |          |          |               |